# Külső elválasztású mirigyek
A külső elválasztású (exokrin) mirigyek az általuk termelt váladékot, vagy közvetlenül a külvilágba (a bőr mirigyei), vagy valamelyik olyan belső üregrendszerbe (pl. gyomor-bél csatorna) ürítik, amelyek természetes kapcsolatban állnak a külvilággal.

A mirigyszekréció sejtszintű mechanizmusának vázlatos képe. Az endoplazmatikus hálózat (retikulum) (narancsszín) elválasztó működése a Golgi apparatus (piros) felé. 1. Maghártya; 2. Maghártya nyílás; 3. Durva felszínű endolazmatikus hálózat (rER); 4. Sima felszínű endoplazmatikus hálózat (sER); 5. A durva felszínű endoplazmás hálózathoz kapcsolt riboszómák ; 6. Makromolekulák; 7. Szállító vezikulák ; 8. Golgi-készülék; 9. A Golgi-készülék képződő (cisz-) felszíne; 10. A Golgi-készülék érési (transz) felszíne; 11. Lipid-cseppek

## Kialakulásuk
Ez utóbbiakat – a szövetektől és a szövet-közötti terektől  megkülönböztetve – , sokszor a test belsejében elhelyezkedő külső tereknek is tekintik. A mirigyek a korai egyedfejlődés során a felszíni illetve a gyomor-bél csatornát bélelő hám mélyebb szövetekbe történő beburjánzásával alakulnak ki, ahol váladéktermelő szövetekké, mirigyhámokká specializálódnak, és (változó nagyságú és összetettségű) szerveket alkotnak. Azok amelyek megtartják az összeköttetést – kivezető csöveik útján – az eredeti felszínnel a külső elválasztású mirigyek, amelyeknek kivezető csöve elzáródik, majd felszívódik, így váladékukat a vérbe juttatják, a belső elválasztású (endocrin) mirigyek.

## Osztályozásuk
A külső elválasztású mirigyeket többféle szempont szerint is osztályozhatjuk; nevezetesen: 1. alakjuk ; 2. a felszíni hámhoz viszonyított elhelyezkedésük 3. váladéktermelésük mechanizmusa; 4. váladékuk összetevői és funkciói; 5. szervrendszerhez való tartozásuk szerint.
Alaki tulajdonságaik alapján lehetnek 
egysejtű mirigyek (kehelysejtek),
egyszerű csöves (bél Lieberkühn mirigyei),
felcsavarodott csöves (a bőr verejtékmirigyei,
a patkóbél Brunner mirigyei),
elágazó csöves (gyomormirigyek),
bogyós (hasnyálmirigy),
csöves-bogyós (dülmirigy) és még ezeknek a típusoknak további kombinációi. (De még ezekbe az igen változatos  típusokba nem  is sorolható be a felcsavarodott tömlőszerű  ondóhólyag.)
A felszíni hámoz viszonyított helyzetük szerint vannak hámon belüli egysejtű (kehelysejt) és többsejtű (férfi húgycső mirigyei) mirigyek. A mirigyek többsége azonban a hám alatti kötőszövetbe nyúlik be, ill. jelentős részük valamelyik szervrendszer részét képező szervet alkot.
A váladéktermelés szempontjából három alaptípus van: 
1. A merokrin váladéktermelés (szekréció) azt jelenti, hogy a mirigysejtek szekréciója egymással szinkronban van (és nagyjából folyamatos (bár az idegi és hormonális hatások a szekréció mértékét természetesen szabályozzák), így működik a mirigyek többsége;
2. Az apokrin szekréció esetében a váladék termelése időben fázisos (ilyen a laktáló (tejelő) emlő és a hónaljbőrben lévő illatmirigyek váladéktermelése). Az apokrin elnevezés onnan származik, hogy fénymikroszkópos megfigyelés alapján úgy tűnt, hogy a mirigysejtek apikális (csúcsi) része mintegy leszakad. Az elektronmikroszkópos vizsgálatok tisztázták, hogy sok felgyűlt, nagyméretű váladékszemcse viszonylag hirtelen kiürüléséről van szó, bár van valamennyi sejtállomány veszteség is;
3. A holokrin (holosz = teljes) szekréciótípusnál az állandóan osztódó alapi sejtek fokozatosan átalakulva és elhalva képezik a mirigyváladékot (ilyenek a bőr faggyúmirigyei, és a női szeméremrés kisajkainak mirigyei, a szemhéjak vázának mirigyei).

## A mirigyváladék összetevői
A mirigyek váladékaik összetevői és azok funkciói is igen változatosak szövettani jellemzőiknek megfelelően. Egy részük a bőr védelmét és a hőszabályozást szolgálja (verejtékmirigyek, faggyúmirigyek), de sok mirigy a nyálkahártyák védelmét (légutak mirigyei), és a védelmen messze túlmenően (gyomor-bélrendszer és nemi szervek) az adott szervek/szervrendszerek speciális működéseit biztosítja. Így – a belső szervek mirigyeinek váladéka – általános védőanyagként általában sok nyákot tartalmaz, de a kórokozókkal szembeni specifikus és általános védekezésben az immunglobulin (IgA) és lizozim tartalomnak, valamint a kivándorolt immunsejteknek és nagy falósejteknek van alapvető szerepe. A gyomor-bélrendszerben igen fontos védelmi gátat képez a gyomornedv sósavtartalma. 
Az exokrin mirigyek a belső szervrendszerek közül a legnagyobb számban a gyomor-bél rendszerben, a légző rendszerben és a férfi és női nemi szervekben találhatók meg. A gyomor-bél rendszerben alapvető szerepük van az emésztőnedvek termelésében, így a tápanyagok emésztésében. A férfi és női genitális rendszerben ugyancsak nélkülözhetetlen funkcióik vannak az ivarsejtek továbbításában, táplálásában és működőképességük fenntartásában, valamint a genitális traktus védelmében.   A bőr mirigyeire és védelmi funkcióira korábban történt utalás.

## Az ember fontosabb külső elválasztású mirigyei
▪︎Kis verejtékmirigy ; merokrin 
▪︎Nagy verejtékmirigy ; apokrin  
▪︎Külső elválasztású mirigy ; exokrin 

## A bőr mirigyei
Ide tartoznak a faggyúmirigyek, a verejtékmirigyek, az apokrin (illat) mirigyek, és az emlőmirigy. Ezekről részben már a fentiekben volt szó. A bőr mirigyei főleg a bőr védelmét, és részben a hőszabályozást szolgálják.

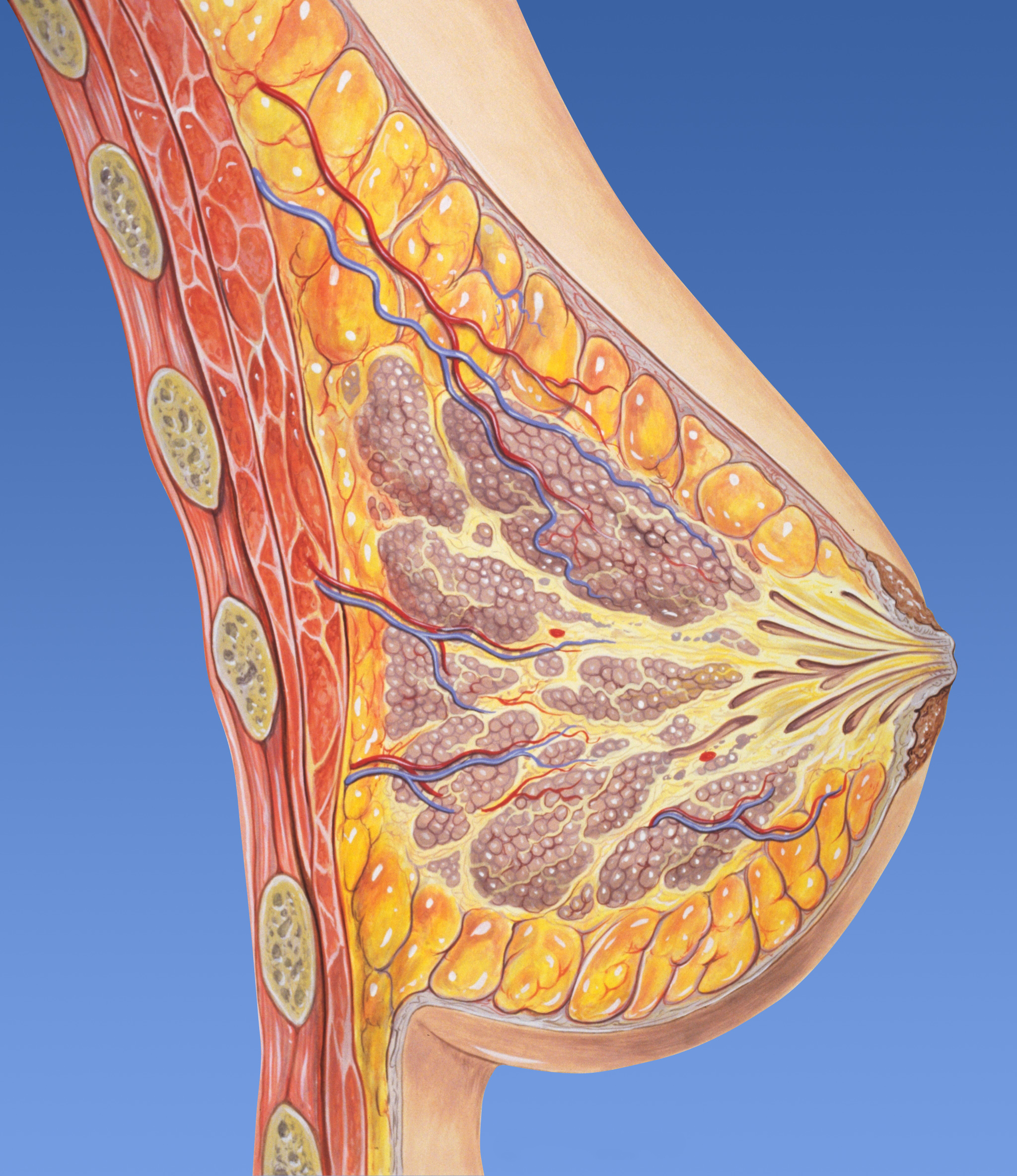
Női mell.

## A női emlő mirigyei
A női emlő mirigyei hormonális hatásokra csak a laktációs periódusra fejlődnek ki és működnek. A tüszőhormon (ösztrogén) és a sárgatesthormon (progeszteron) a mirigyállomány kifejlődésére hat. Szülés után a tejtermelést gátló ösztrogén szint leesik,  és a terhesség alatt fokozatosan megnövekedett prolaktin szint kiváltja a tejtermelést. Az oxitocin szoptatáskor a tej kilövellésére hat; (utóbbiban reflexes mechanizmus is közrejátszik). Az emlő kezdetben az előtejet, majd az anyatejet termeli. (Szükség esetén a tejtermelés ösztrogén adagolásával leállítható.) Bár az emlőmirigy az apokrin elválasztású mirigyeknél került említésre, pontosítható, hogy apokrin mechanizmussal a tej zsírkomponenseit, míg a fehérje- és egyéb összetevőket merokrin szekrécióval választja ki. A laktációs időszakok között a mirigyvégkamrák visszafejlődnek és csak a kivezető csőrendszer marad fenn a mirigyet befogadó zsírtestben.

## A légzőrendszer mirigyei
A nagyobb légutakban a csillószőrös hengerhám sejtjei között kehelysejtek, az alatta lévő kötőszövetben pedig nyálmirigy végkamrák kisebb csoportjai találhatóak. Ezek termelik azt az összefüggő nyákréteget, amely a hámot beborítja. A csillók összehangolt mozgása a nyákréteget mintegy futószőnyegszerűen a garat felé mozgatják. A nyákrétegbe megtapadt szennyeződések így a garat felé kiürülnek. (Ez a mechanizmus nem működik a kis hörgőcskék és a tüdőléghólyagok szintjén. Az ide lejutott szemcséket a tüdőben lévő nagy falósejtek kebelezik be, és a tüdő kötőszövete ill. a nyirokerek felé továbbítják. A lejutó koromszemcsék eliminálása nem tökéletes, ebből adódik a tüdő márványozott rajzolata. Súlyosabb következményekkel jár a szilikát vagy azbeszt szemcsék lerakódása, amelyek a kötőszövet fölszaporodását és a tüdő rugalmasságának elvesztését okozza. (Szilikózis, azbesztózis.)

## Az emésztőrendszer mirigyei
Az emésztőrendszer az ember mirigyekben leginkább bővelkedő szervrendszere. A mirigyek egyrészt a táplálék felaprításához és továbbításához szükséges síkosító és hígító folyadékot, másrészt a táplálék egyes komponenseinek specifikus lebontásához, felszívódásra alkalmas állapotba hozásához szükséges emésztőenzimeket termelik.

## A nyálmirigyek
Eddig a nyálmirigyeket külső elválasztású (exocrin) mirigyeknek tekintették, de az újabb kutatási eredmények szerint több olyan anyagot is termelnek (pl. epidermalis növekedési factor), melyek belső elválasztású (endocrin) úton kerülnek kiválasztásra, így a nyálmirigyeket helyesebb külső és belső elválasztású, vegyes mirigyeknek tekinteni.
A nyálmirigyek a szilárd táplálék felaprításához (rágáshoz), a falatképzéshez és annak lenyeléséhez szükséges síkosításához szükséges folyadékot, a nyálat termelik. A nyálnak emellett a szájüreg nedvesen tartásával és átöblítésével szerepe van a szájnyálkahártya, a fogak, és általában az emésztőrendszer védelmében. A szájüregbe három pár nagy nyálmirigy nyílik, nevezetesen: a fültőmirigy glandula parotis, az állkapocs alatti mirigy glandula submandibularis, a nyelv alatti mirigy glandula sulingualis. Ezek közül az első két pár a szájüregtől viszonylag távolabb helyezkedik el, és váladékukat hosszabb kivezetőcsövön keresztül ürítik a szájüregbe, a nyelvalatti mirigy a szájnyálkahártya által borítottan a szájfenék és a nyelv alsó felszíne között van, kivezetőcsöve rövid. Ezeken túlmenően viszonylag nagyobb nyálmirigyek vannak a nyelv állományában, és sok elszórt apró nyálmirigy a szájnyálkahártyában. A nyálmirigyek részben híg serosus, részben nyákos mucinosus váladékot termelnek. (A nagy nyálmirigyek közül a fültőmirigyek tisztán serosus, a másik két pár vegyes váladékot termel.) A kétféle váladékot termelő mirigyvégkamrák szövettanilag különböznek.

## Gyomormirigyek
A gyomornyálkahártya falában a tápcsatorna valamennyi rétege megtalálható, felszíne jellegzetesen redőzött és a kötőszövetes rétegben megtalálhatók a gyomor mirigyei:
- fundus mirigyei
- corpus mirigyei
- pylorus mirigyei,
ezekben nyákot termelő sejtek találhatók, melyek fontos szerepet játszanak a gyomornyálkahártya védelmében. 
A gyomornedvet a gyomor mirigyei termelik, napi mennyisége kb. 1-1,5 l. Tartalmaz vizet, ásványisókat, 0,1 normál erősségű sósavat/ fedősejtek termelik/, valamint enzimeket /pl: tripszin: fehérjebontó-, lipáz: zsírbontó-, kimozin: tejfehérjebontó-, amiláz: szénhidrátbontó-, kollagenáz, elasztáz: kötőszöveti rostokat bontó-, nukleáz: nukleinsavakat bontó enzim/.

## Nagy emésztőmirigyek
A máj és a hasnyálmirigy

## A vékonybél mirigyei
Kehelysejtek, Brunner mirigyek és Lieberkühn kripták.

## A vastagbél mirigyei
A vastagbél bőségesen tartalmaz kehelysejteket az igen jól fejlett, szabályos elrendeződésű Lieberkühn kripták hámbélésében is. A hám "felszívó" hám, azaz kutikulás hengerhám. A kutikula – elektronmikroszkóposan – jól fejlett, sűrűen egymás mellé rendeződött mikrobolyhokból áll, felszínnövelő szerepe van. A vastagbélben már csak a víz és ásványi anyagok szívódnak fel. Ez hozzájárul a béltartalom fokozatos besűrítéséhez, a nyáktermelő sejtek pedig annak síkosításához.

## A férfi nemi szervek mirigyei
Ide tartoznak a  dülmirigy (prosztata), az ondóhólyag (vesicula seminalis), a Cowper mirigyek, és a húgycső intraepitéliális mirigyei. A Cowper mirigyek (glandula bulbourethralis) páros, borsónyi mirigyek a gát állományában. Kivezető csövükön át nemi izgalomkor nyákos váladékot juttatnak a férfi húgycsőbe. A többi említett mirigyről – más összefüggésben – volt szó.